# Hugo Broos
Hugo Broos (ur. 10 kwietnia 1952 w Humbeek) – belgijski trener piłkarski. Pracuje jako trener w reprezentacji Kamerunu. Dawniej, przez długi czas był środkowym obrońcą w Anderlechcie. W 1983 roku przeszedł do Club Brugge. Pięć lat później zakończył karierę.

## Kariera zawodnicza
Karierę rozpoczął w rodzinnym Humbeek, grając dla KFC Humbeek. Jako 18-latek został wypatrzony przez skautów Anderlechtu i sprowadzony do klubu. Broos pomógł Fiołkom w zdobyciu 2 Pucharów Zdobywców Pucharów, 2 Superpucharów Europy, 3 Mistrzostw Belgii oraz 4 Pucharów Belgii. W latach 1974–1986 grał w reprezentacji. W tym czasie wystąpił w 31 meczach drużyny narodowej. Jego największym sukcesem reprezentacyjnym było zajęcie 4 miejsca na Mistrzostwach Świata w Meksyku, rozegranych w 1986 roku. W 1983 roku przeszedł do Club Brugge. Grał tam  przez 5 lat, do końca sezonu 1987–1988. W tym czasie zdobył Puchar Belgii w 1986 oraz mistrzostwo kraju w 1988.

## Kariera trenerska
Od 1991 do 1997 był trenerem Club Brugge. W 1992 i 1996 zdobył Mistrzostwo Belgii, a w 1991, 1995 i 1996 Puchar Belgii. W latach 2002–2005 trenował RSC Anderlecht. Udało mu się wtedy awansować do Ligi Mistrzów, a w sezonie 2003–2004 zdobył Mistrzostwo Belgii. Sezon 2004/2005 był punktem zwrotnym w jego karierze. Prowadzona przez niego drużyna została wyeliminowana z Ligi Mistrzów oraz Pucharu Belgii, dlatego 7 lutego 2005 został zwolniony z funkcji trenera Anderlechtu. W czerwcu powrócił do zawodu – rozpoczął pracę z KRC Genk. 30 września 2006 po dotkliwej porażce 1:4 ze swoją poprzednią drużyną stracił pracę. Latem 2008 roku informowano o przejściu do rumuńskiego SC Vaslui, jednak Broos nie podpisał kontraktu z tym klubem. W 2009 roku prowadził turecki klub Trabzonspor. Od 2016 roku jest selekcjonerem reprezentacji Kamerunu.

## Życie prywatne
Hugo Broos jest żonaty, ma dwie córki oraz syna.